# Ödskölts församling
Ödskölts församling var en församling i Karlstads stift och i Bengtsfors kommun. Församlingen uppgick 2010 i Bäcke-Ödskölts församling.

## Administrativ historik
Församlingen har medeltida ursprung. 
Församlingen har till 2010 ingått i pastorat med Steneby församling som moderförsamling. Församlingen uppgick 2010 i Bäcke-Ödskölts församling.

## Kyrkor
- Ödskölts kyrka